# 벵겔라 해류

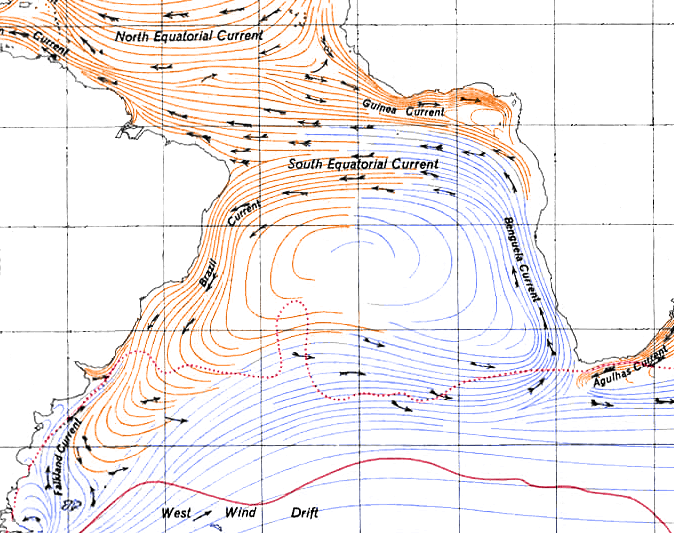

벵겔라 해류(Benguela Current)는 남대서양 환류의 동쪽 부분을 형성하는 넓고 북쪽으로 흐르는 해류이다. 이 해류는 대략 남쪽의 케이프 포인트(Cape Point)에서 북쪽의 앙골라-벵겔라 전선(약 16°S)까지 뻗어 있다. 현재의 흐름은 지배적인 남동 무역풍에 의해 주도된다. 벵겔라 해류의 해안에서는 남동풍이 해안 용승을 유도하여 벵겔라 용승계를 형성한다. 약 200~300m(656~984피트) 깊이에서 솟아오르는 차갑고 영양이 풍부한 물은 식물성 플랑크톤의 빠른 성장을 촉진하고 생산적인 벵겔라 생태계를 유지한다.

## 경계
벵겔라강의 수원에는 연안에 가까운 대서양 깊은 곳에서 솟아오른 차가운 용승수가 포함되며, 남대서양 환류의 일부로 남미에서 남부 대서양을 건너온 영양분이 부족한 물과 더 멀리 떨어진 연안에서 합류한다. 남아프리카 동부 해안을 따라 흐르는 따뜻한 남인도양 아굴라스 해류의 소용돌이는 때때로 희망봉을 돌아 벵겔라 해류에 합류한다. 벵겔라 해류는 폭이 200~300㎞로 북쪽과 북서쪽으로 흐를수록 폭이 더 넓어진다. 서쪽의 바다쪽 가장자리는 명확하게 정의되어 있으며 일시적이고 계절에 따른 소용돌이와 구불구불한 현상이 많다. 그러나 뱅겔라 용승 체계와 관련된 물과 아프리카 대륙에 의해 북쪽으로 편향되지 않는 동쪽으로 흐르는 대서양 해류 사이에는 잘 정의된 열 전선이 있다. 얼음이 많은 벵겔라 해류와 남쪽으로 흐르는 따뜻한 아굴리아스 해류는 희망봉(위 오른쪽 그림 참조)에서 만나지 않지만, 남아프리카 공화국 남쪽 해안, 동쪽, 특히 서쪽에는 수역이 있다. 두 해류의 소용돌이로 구성된 아굴라스곶(Cape Agulhas)은 아프리카 남해안의 연안 수온이 불규칙하게 변하는 현상이다.

## 같이 보기
- 케이프반도
- 훔볼트 해류